# ثمانية دقات ساعة
دَقات الساعة الثامنة، بالفرنسية (Les Huit Coups de l'horloge)، هي مجموعة قصصية تتألف من ستة قصص قصيرة ونصين من تأليف موريس لوبلان وظهرت فيها شخصية أرسين لوبين. نشرت لأول مرة مجزأة في مجلة Excelsior المصورة بدءا من ديسمبر/كانون الأول 1922 قبل أن يعاد نشرها كاملة في كتاب واحد في أغسطس/آب 1923.
تتميز النصوص الثمانية في هذه المجموعة بخيط سردي موحد. في محاولة لإمتاع وجذب امرأة شابة تُدعى هورتنس دانيال، يتقمص أرسين لوبين هوية الأمير سيرج رينين ويلتزم بحل ثماني ألغاز برفقتها. وخلال هذه المغامرات، سواء بالعمل مع الشرطة أو ضدها أو بعيدًا عنها، يتجنب لوبين السرقة تمامًا. يصل استخدام الرقم "ثمانية" إلى ذروته في القصة المعنونة "السيدة ذات الفأس".

## تاريخ النشر
بعد عدة محاولات للابتعاد عن شخصية أرسين لوبين، بأعمال مثل «العيون الثلاثة Les trois yeux» في عام 1920، و«الحدث العظيم Le Formidable Événement» في عام 1921، وهما من أفضل روايات الخيال العلمي أو الأدب الاستشرافي، ثم رواية مغامراتية جديدة بعنوان «دوروتي، راقصة الحبل Dorothée danseuse de corde» في عام 1923، عاد موريس لوبلان إلى أرسين لوبين. ولكن هذه المرة، على عكس رواية «أسرار أرسين لوبين»، التي كانت تهدف إلى العودة إلى الجوانب الأولى من شخصية أرسين لوبين، المليئة بالحيوية والطرافة والفروسية، بعد روايات أكثر ظلامًا مثل «813»، فإن هذه المجموعة تعد ببساطة عودة إلى أرسين لوبين، ولكن أرسين لوبين هذه المرة يظهر كمنقذ للعدالة أكثر من كونه ناقدًا اجتماعيًا. وقد اعتمد موريس لوبلان على صيغة كان قد جربها سابقًا في رواياته الأخيرة: يظهر أرسين لوبين هنا بشخصية جديدة، ليست دون لويس بيريرا، بل الأمير رينين؛ حيث يقوم لو بان بحل الألغاز البوليسية ويعاقب الجناة.

## مقتطف من القصة
في ختام المغامرة الأولى، توجه رينين إلى هورتنس دانيال بالكلمات التالية:
"إذن، ها نحن هنا. اليوم، مع بداية أول مغامرة لنا، قرعت ساعة هالينغري ثماني ضربات. هل توافقين على أن نتقبل الحكم الذي أصدرته؟ وأن نخوض معًا، سبع مغامرات أخرى، خلال ثلاثة أشهر مثلًا؟ وعند المرة الثامنة... هل ستقبلين أن تهديني...؟" ... ثم توقّف عن الكلام.

حدّق في شفتيها الرقيقتين، اللتين كان يرغب بهما كجائزة نهائية، وكان على يقين أنها أدركت قصده تمامًا، لدرجة أنه لم يجد ضرورة لأن يكون أكثر وضوحًا في طلبه.

## المحتوى
اشتملت المجموعة على القصص الآتية:
1. Au sommet de la tour (على قمة البرج): نشر في Excelsior من 17 إلى 22 ديسمبر 1922.
2. La Carafe d'eau (قنينة الماء): نشر في Excelsior من 23 إلى 27 ديسمبر 1922.
3. Thérèse et Germaine (تيريز وجيرمين): نشر في Excelsior من 28 ديسمبر 1922 إلى 1 يناير 1923.
4. Le Film révélateur (الفيلم الكاشف): نشر في Excelsior من 2 إلى 6 يناير 1923.
5. Le Cas de Jean-Louis (قضية جان-لويس): نشر في Excelsior من 7 إلى 12 يناير 1923.
6. La Dame à la hache (السيدة ذات الفأس): نشر في Excelsior من 13 إلى 17 يناير 1923.
7. Des pas sur la neige (آثار أقدام على الثلج): نشر في Excelsior من 18 إلى 22 يناير 1923.
8. Au Dieu Mercure (إلى الإله ميركور): نشر في Excelsior من 23 إلى 28 يناير 1923.

## ملاحظة المؤلف
هذه المغامرات رواها لي في قديم الزمان أرسين لوبين، وكان يرويها كما لو أنها حدثت لصديقه الأمير رينين. أما بالنسبة لي، ففي ضوء الطريقة التي جرت بها الأحداث، والأساليب المتبعة، والحركات، وطبيعة الشخصية نفسها، فإن من الصعب عليّ ألا أخلط بين الصديقين وأعتبرهما شخصًا واحدًا. آرسان لوبان يتمتع بخيال واسع، وهو قادر تمامًا على أن ينكر بعض مغامراته، كما أنه يستطيع أن ينسب إلى نفسه مغامرات لم يكن هو بطلها. أما الحكم، فهو للقارئ.

## الترجمة العربية
- دَقات الساعة الثامنة، دار النجمة للنشر والتوزيع، ٢٠٢٤.
- أرسين لوبين ودقات الساعة الثمانية، الرواق للنشر والتوزيع، ترجمة: خميلة الجندي، ٢٠٢٣.[2]
- دقات الساعة الثمانية، مؤسسة إبداع للترجمة والنشر والتوزيع، ترجمة: دعاء نجيب، ٢٠٢٢.[3]

## روابط خارجية
- نص الرواية كاملا على ويكي مصدر.
- ملخص القصص الثمانية كل واحدة على حدة.
- المجموعة على شكل كتاب مسموع.